# Bryum ochianum
Bryum ochianum är en bladmossart som beskrevs av Redfearn och Benito C. Tan 1995. Bryum ochianum ingår i släktet bryummossor, och familjen Bryaceae. Inga underarter finns listade i Catalogue of Life.